# Saving Grace (canção de Tom Petty)
Saving Grace é uma canção do músico americano Tom Petty, lançada como faixa principal de seu álbum de 2006, Highway Companion.
Em julho de 2006, "Saving Grace" foi lançada como o primeiro single do álbum. A música, assim como seu lado B, "Big Weekend", foi lançada na iTunes Store em 4 de julho de 2006. O single recebeu um lançamento físico no Reino Unido no início de agosto de 2006. Seu estilo, segundo o crítico Alan Ligth, é um boogie que une ZZ Top e John Lee Hooker.

## Pessoal
- Tom Petty - vocais principais, vocais de fundo, guitarra rítmica de 12 cordas, bateria, piano, palmas
- Mike Campbell - guitarra slide, guitarra rítmica, palmas
- Jeff Lynne - baixo, guitarra rítmica, vocais de fundo, órgão, palmas

Saving Grace estreou na semana que terminou em 22 de julho de 2006 na parada Hot 100 da Billboard em 100ª, na parada Mainstream Rock Tracks em 34ª e na parada Pop 100 em 85. A música melhorou na parada Mainstream Rock Tracks para a 26ª posição ao longo de quatro semanas. 